# Антон Гервік
Антон Гервік (нім. Anton Hörwick; 20 лютого 1912, Мюнстер — 19 лютого 1945, Кенігсберг) — німецький льотчик-ас бомбардувальної авіації, оберфельдфебель люфтваффе. Кавалер Лицарського хреста Залізного хреста.

## Біографія
В 1935 році вступив в люфтваффе як механік. В 1936/37 роках пройшов курс пілота. З жовтня 1938 по січень 1939 року служив в легіоні «Кондор», здійснив 72 бойові вильоти. В 1939/41 роках служив в 2-й бомбардувальній ескадрі. Навесні 1941 року переведений у 8-му ескадрилью 3-ї бомбардувальної ескадри. В серпні 1943 року ескадрилья була переведена в 3-ю групу своєї ескадри, яка займалася скиданням освітлювальних вогнів для нічних винищувачів, в березні 1944 року — на 1-шу групу 7-ї ескадри нічних винищувачів, в жовтні — на 4-ту групу 2-ї ескадри нічних винищувачів. 19 лютого 1945 року його літак був збитий радянськими винищувачами біля Позена і впав біля Кенігсберга.

## Нагороди
- Нагрудний знак пілота
- Медаль «У пам'ять 13 березня 1938 року»
- Нарукавна стрічка легіону «Кондор»
- Воєнний хрест (Іспанія)
- Медаль «За Іспанську кампанію» (Іспанія)
- Медаль «За вислугу років у Вермахті» 4-го класу (4 роки)
- Іспанський хрест в сріблі з мечами
- Залізний хрест 2-го і 1-го класу
- Нарукавна стрічка «Крит»
- Німецький хрест в золоті (15 жовтня 1941) — як оберфельдфебель і пілот 3-ї групи 3-ї бомбардувальної ескадри.
- Нагрудний знак пілота (Болгарія)
- Авіаційна планка далекого нічного винищувача в золоті з підвіскою
- Лицарський хрест Залізного хреста (8 серпня 1944) — як оберфельдфебель і пілот 7-ї ескадрильї 3-ї групи 2-ї нічної винищувальної ескадри; за 300 бойових вильотів.